# La decima vittima
La decima vittima è un film del 1965 diretto da Elio Petri, tratto dal breve racconto di fantascienza La settima vittima (Seventh Victim) di Robert Sheckley, interpretato da Marcello Mastroianni, Ursula Andress ed Elsa Martinelli. Il film si avvalse di sceneggiatori come Ennio Flaiano e Tonino Guerra.
Tra la commedia e il dramma, il giallo e la satira, la pellicola rientra nel cinema italiano di fantascienza. Rifacendosi alla tradizione della commedia all'italiana, fu ritenuta "traditrice" dello spirito del soggetto originale. Il film è rimasto un'opera unica nella sua epoca, per la particolare colonna sonora e le suggestioni visive, tra il surrealismo, la pop art e l'arte concettuale.

## Trama

Marcello Mastroianni - sullo sfondo Opera di Alberto Biasi del "Gruppo N"

In un futuro prossimo, al fine di contenere l'aggressività e la violenza, onde scongiurare qualsiasi germe di un eventuale conflitto bellico, è stata istituita una competizione a livello mondiale chiamata la Grande caccia, che conferisce ai propri iscritti la licenza di uccidere.
Un computer designa delle coppie di partecipanti, nel ruolo di Cacciatore e di Vittima. Il superstite di dieci competizioni, svolte alternativamente nell'uno e nell'altro ruolo, entra nel Dechaton, riscuotendo un cospicuo premio in denaro, con fama, onore e privilegi.
La giovane statunitense Caroline Meredith, aspirante all'ambito titolo, deve eliminare la sua ultima vittima, il bonario Marcello Poletti. Quest'ultimo, reduce a sua volta da sei competizioni, senza dimostrare particolari capacità o impegno, è preso piuttosto dai problemi familiari, come liberarsi dell'avida moglie Lidia e dell'oppressiva amante Olga.

Ursula Andress - sullo sfondo Opera di Alberto Biasi del "Gruppo N"

Caroline è seguita da una troupe televisiva con tanto di sponsor, in una sorta di reality show. La donna rintraccia Marcello ma non intende ucciderlo subito, in quanto ha concordato con lo sponsor e la troupe un'eliminazione nella cornice del Foro Romano.
Caroline così si spaccia per una giornalista, inscenando un'intervista in un bar panoramico dell'EUR. L'uomo tuttavia si dimostra subito sospettoso e l'abbandona. La ragazza ne è comunque affascinata e lo pedina, indagando sulla sua vita privata e le sue strane abitudini.
Marcello si convince che ella sia la sua cacciatrice ma il timore di uno spiacevole errore di persona - che gli costerebbe una lunga condanna per omicidio non autorizzato - e una crescente attrazione per lei, lo inducono a desistere.
La vicenda ha termine nel luogo designato ma una serie di errori grotteschi e di colpi di scena, tra i quali l'irruzione della moglie Lidia e dell'amante Olga, smorza tra i due ogni intento omicida. Non resta che abbandonare la Caccia e fuggire in aereo.

## Produzione
(Elio Petri, 1964)
Il film fu una coproduzione italo-francese tra Compagnia Cinematografica Champion di Roma e Les Films Concordia di Parigi.
Il lieto fine fu imposto dalla produzione. In una intervista del 1967, il regista dichiarò: "Sapesse come sudai per convincere il produttore e quanto penai per dovermi adattare a quell'orribile finale, pagliaccesco, ma non ce la facevo più a lottare contro tutti."

### Colonna sonora
La canzone Spiral Waltz di Sergio Bardotti e Piero Piccioni è cantata sui titoli di coda da Mina.

## Critica

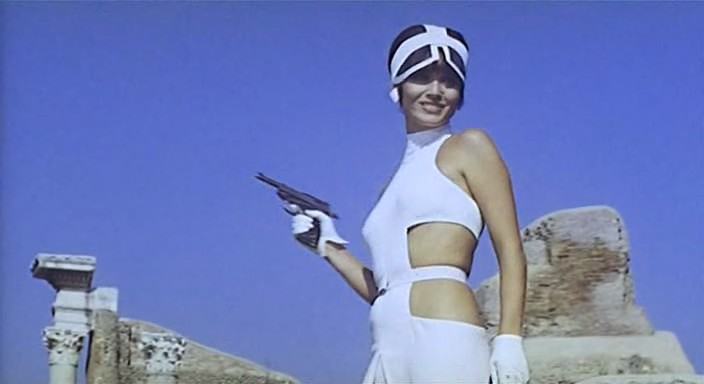
Elsa Martinelli in una scena del film

Il film rientra nel genere della fantascienza italiana, ma si distingue per un impegno produttivo superiore alla media e per un intelligente utilizzo dei temi propri della commedia di quegli anni [...]»
(Fantafilm)

## Distribuzione
Il film è disponibile in DVD distribuito da CG Entertainment, che ne ha realizzata anche un'edizione speciale numerata e limitata a 500 copie in blu ray, con un libro di approfondimento sul film..